# Laponcea cippata
Laponcea cippata is een hooiwagen uit de familie Podoctidae.